# Per ongeluk (album)
Per ongeluk is het debuutalbum van de Belgische zangeres Pommelien Thijs. Het album kwam uit op 23 juni 2023 door Sony Music. Op het album staan ook 6 singles die Thijs al eerder had uitgebracht die allemaal hoog scoorden in de Ultratop 50 (Vlaanderen). Het album kwam binnen op de 1ste plaats in de Ultratop 200 Albums (Vlaanderen) en op de 18e plaats in de Nederlandse Album Top 100. Pommelien won met het album de MIA voor Beste album, en was ook genomineerd voor Beste Artwork. 

## Promotie
Op 11 juni 2023 deed Thijs een albumvoorstelling in De Roma in Antwerpen. Twee weken later stond de zangeres drie keer in een uitverkochte Roma, waar ze de volledige show met haar nieuwe nummers speelde. Ze heeft hele zomer haar album voorgesteld doorheen België, ook waren er soms special guests als Kaat Thijs om Kleine Tornado te zingen of MEAU om Droom Het Donker Weg en Dat Heb Jij Gedaan te zingen of met Jaap Reesema Nu Wij Niet Meer Praten te zingen. Midden juni 2023, vlak voor haar eerste soloconcerten kondigde Thijs via haar social media haar eerste clubtournee, de Entertainment Tour aan, ter promotie van haar debuutalbum. Er werden verschillende shows aangekondigd in België en Nederland. Vanwege groot succes werden er extra shows toegevoegd in Maastricht, Gent, Leuven, Brugge, Waregem en Antwerpen.

## Tracklist
| Nr. | Titel                           | Schrijver(s)                                                                | Duur |
| --- | ------------------------------- | --------------------------------------------------------------------------- | ---- |
| 1.  | Entertainment                   | Pommelien Thijs, Sascha Rangas, Stefan van Leijsen                          | 3:07 |
| 2.  | Ongewoon                        | Pommelien Thijs, Sascha Rangas, Stefan van Leijsen, Maxine van Breukelen    | 2:37 |
| 3.  | Dunne lijn                      | Pommelien Thijs, Alex van der Zouwen, Kim Lino, Marcel Fisser, Simon de Wit | 2:48 |
| 4.  | Erop of eronder                 | Pommelien Thijs, Sascha Rangas, Stefan van Leijsen, Simon de Wit            | 2:41 |
| 5.  | Meisjes van honing              | Pommelien Thijs, Kevin Patrick, Lodewijk Martens, Matthijs de Ronden        | 3:06 |
| 6.  | Eclips                          | Pommelien Thijs, Sascha Rangas, Stefan van Leijsen, Valencia Grace          | 3:00 |
| 7.  | Droom het donker weg (met MEAU) | Meau Hewitt, Pommelien Thijs, Simon de Wit                                  | 2:54 |
| 8.  | Oog voor een oog                | Pommelien Thijs, Charline D'hoore, Simon de Wit                             | 2:10 |
| 9.  | Wanneer                         | Pommelien Thijs, Norah Hendriks, Sascha Rangas, Stefan van Leijsen          | 4:11 |
| 10. | Oké                             | Pommelien Thijs, Sascha Rangas, Stefan van Leijsen, Maxine van Breukelen    | 3:06 |
| 11. | Wat een idee!?                  | Pommelien Thijs, Sascha Rangas, Stefan van Leijsen                          | 2:56 |
| 12. | Hypothetisch                    | Pommelien Thijs, Sascha Rangas, Stefan van Leijsen                          | 3:07 |
| 13. | Zilver                          | Pommelien Thijs, Simon de Wit, Sascha Rangas, Stefan van Leijsen            | 3:07 |
| 14. | Kleine tornado (met Kaat Thijs) | Pommelien Thijs, Merijn Eugelink, Simon de Wit                              | 3:22 |

## Hitnoteringen

### NederlandseAlbum Top 100
| Hitnotering: 01-07-2023 | Hitnotering: 01-07-2023 | Hitnotering: 01-07-2023 |
| Week:                   | 1                       |                         |
| ----------------------- | ----------------------- | ----------------------- |
| Positie:                | 18                      | uit                     |

### VlaamseUltratop 200 Albums
| Hitnotering: 01-07-2023 tot heden | Hitnotering: 01-07-2023 tot heden | Hitnotering: 01-07-2023 tot heden | Hitnotering: 01-07-2023 tot heden | Hitnotering: 01-07-2023 tot heden | Hitnotering: 01-07-2023 tot heden | Hitnotering: 01-07-2023 tot heden | Hitnotering: 01-07-2023 tot heden | Hitnotering: 01-07-2023 tot heden | Hitnotering: 01-07-2023 tot heden | Hitnotering: 01-07-2023 tot heden | Hitnotering: 01-07-2023 tot heden | Hitnotering: 01-07-2023 tot heden | Hitnotering: 01-07-2023 tot heden | Hitnotering: 01-07-2023 tot heden | Hitnotering: 01-07-2023 tot heden | Hitnotering: 01-07-2023 tot heden | Hitnotering: 01-07-2023 tot heden | Hitnotering: 01-07-2023 tot heden | Hitnotering: 01-07-2023 tot heden | Hitnotering: 01-07-2023 tot heden |
| Week:                             | 1                                 | 2                                 | 3                                 | 4                                 | 5                                 | 6                                 | 7                                 | 8                                 | 9                                 | 10                                | 11                                | 12                                | 13                                | 14                                | 15                                | 16                                | 17                                | 18                                | 19                                | 20                                |
| --------------------------------- | --------------------------------- | --------------------------------- | --------------------------------- | --------------------------------- | --------------------------------- | --------------------------------- | --------------------------------- | --------------------------------- | --------------------------------- | --------------------------------- | --------------------------------- | --------------------------------- | --------------------------------- | --------------------------------- | --------------------------------- | --------------------------------- | --------------------------------- | --------------------------------- | --------------------------------- | --------------------------------- |
| Positie:                          | 1                                 | 1                                 | 2                                 | 1                                 | 1                                 | 2                                 | 1                                 | 1                                 | 2                                 | 2                                 | 3                                 | 4                                 | 3                                 | 4                                 | 3                                 | 6                                 | 3                                 | 4                                 | 6                                 | 7                                 |
| Week:                             | 21                                | 22                                | 23                                | 24                                | 25                                | 26                                | 27                                | 28                                | 29                                | 30                                | 31                                | 32                                | 33                                | 34                                | 35                                | 36                                | 37                                | 38                                | 39                                | 40                                |
| Positie:                          | 7                                 | 5                                 | 2                                 | 3                                 | 3                                 | 3                                 | 2                                 | 1                                 | 2                                 | 2                                 | 2                                 | 1                                 | 1                                 | 2                                 | 3                                 | 1                                 | 2                                 | 2                                 | 2                                 | 1                                 |
| Week:                             | 41                                | 42                                | 43                                | 44                                | 45                                | 46                                | 47                                | 48                                | 49                                | 50                                | 51                                | 52                                | 53                                | 54                                | 55                                | 56                                | 57                                | 58                                | 59                                | 60                                |
| Positie:                          | 2                                 | 2                                 | 4                                 | 4                                 | 3                                 | 5                                 | 6                                 | 7                                 | 7                                 | 6                                 | 8                                 | 4                                 | 9                                 | 7                                 | 6                                 | 6                                 | 7                                 | 6                                 | 5                                 | 3                                 |
| Week:                             | 61                                | 62                                | 63                                | 64                                | 65                                | 66                                | 67                                | 68                                | 69                                | 70                                | 71                                | 72                                | 73                                | 74                                | 75                                | 76                                | 77                                | 78                                | 79                                | 80                                |
| Positie:                          | 2                                 | 5                                 | 6                                 | 7                                 | 11                                | 9                                 | 5                                 | 8                                 | 6                                 | 12                                | 10                                | 10                                | 10                                | 12                                | 14                                | 10                                | 13                                | 13                                | 7                                 | 10                                |
| Week:                             | 81                                | 82                                | 83                                | 84                                | 85                                | 86                                | 87                                | 88                                | 89                                | 90                                | 91                                | 92                                | 93                                | 94                                | 95                                | 96                                | 97                                | 98                                | 99                                | 100                               |
| Positie:                          | 5                                 | 8                                 | 13                                | 12                                | 6                                 | 9                                 | 8                                 | 13                                | 10                                | 11                                | 9                                 | 4                                 | 6                                 | 2                                 | 6                                 | 4                                 | 5                                 | 3                                 | 6                                 | 10                                |